# Холстад (город, Миннесота)
Холстад (англ. Halstad) — город в округе Норман, штат Миннесота, США. На площади 0,8 км² (0,8 км² — суша, водоёмов нет), согласно переписи 2002 года, проживают 622 человека. Плотность населения составляет 822,9 чел./км².
- Телефонный код города — 218
- Почтовый индекс — 56548
- FIPS-код города — 27-26630[1]
- GNIS-идентификатор — 0644588[2]